# 삼성 NX10
삼성 NX10은 삼성디지털이미징이 2010년 1월 발매한 최초의 삼성 렌즈 교환식 미러리스 카메라이다. 기존에 존재했던 미러리스 모델들인 마이크로 포서드 제품들과는 달리 APS-C포맷의 센서를 탑재하여, 마운트 호환 어댑터를 사용시 렌즈선택의 폭이 마이크로포서드 제품들보다 더 다양하다.
삼성의 독자 마운트를 적용하였고, 전용마운트 렌즈들로 30mm f2.0, 18-55mm F3.5-5.6 OIS 와 50-200mm F4-5.6 ED OIS를 함께 출시하였다.
위상차 검출식 AF가 아닌 촬상면 컨트라스트 AF 시스템을 적용했음에도 불구하고 빠르고 정확한 자동 초점이 가능하며, 뛰어난 화질의 AMOLED 화면, 1280 X 720의 고화질의 동영상 촬영도 가능한 것이 특징이다.

## 삼성 NX11
삼성 NX11은 2011년 2월에 발매한 NX10의 후계기이다. 두 기종의 하드웨어 스펙은 다른 점이 없으며, NX11이 파노라마 기능이 추가되었고, 렌즈를 사용해서 카메라 촬영모드를 조작할 수 있는 i-function 기능 호환이 이루어졌다.

## 같이 보기
- 렌즈 교환식 미러리스 카메라